# Banco Central de la República de China (Taiwán)
El Banco central de la República de China (en chino: 中華民國 中央銀行), conocido en inglés desde 1924 hasta el 2007 como el Central Bank of China (CBC), es el Banco Central de la República de China. Su nombre legal y común en chino se traduce literalmente como el "Banco Central". Es administrado bajo el Yuan Ejecutivo del Gobierno de la República de China.

## Historia

### En la China continental
El banco fue establecido originalmente en 1924 bajo la administración de Sun Yat-sen en Cantón. Tras el éxito de la Expedición del Norte, el Banco asumió el papel del Banco de China como banco central de China en 1928, con sede en Shanghái. Antes de 1949, fue uno de los "cuatro grandes bancos nacionales de China".

### En la isla de Taiwán

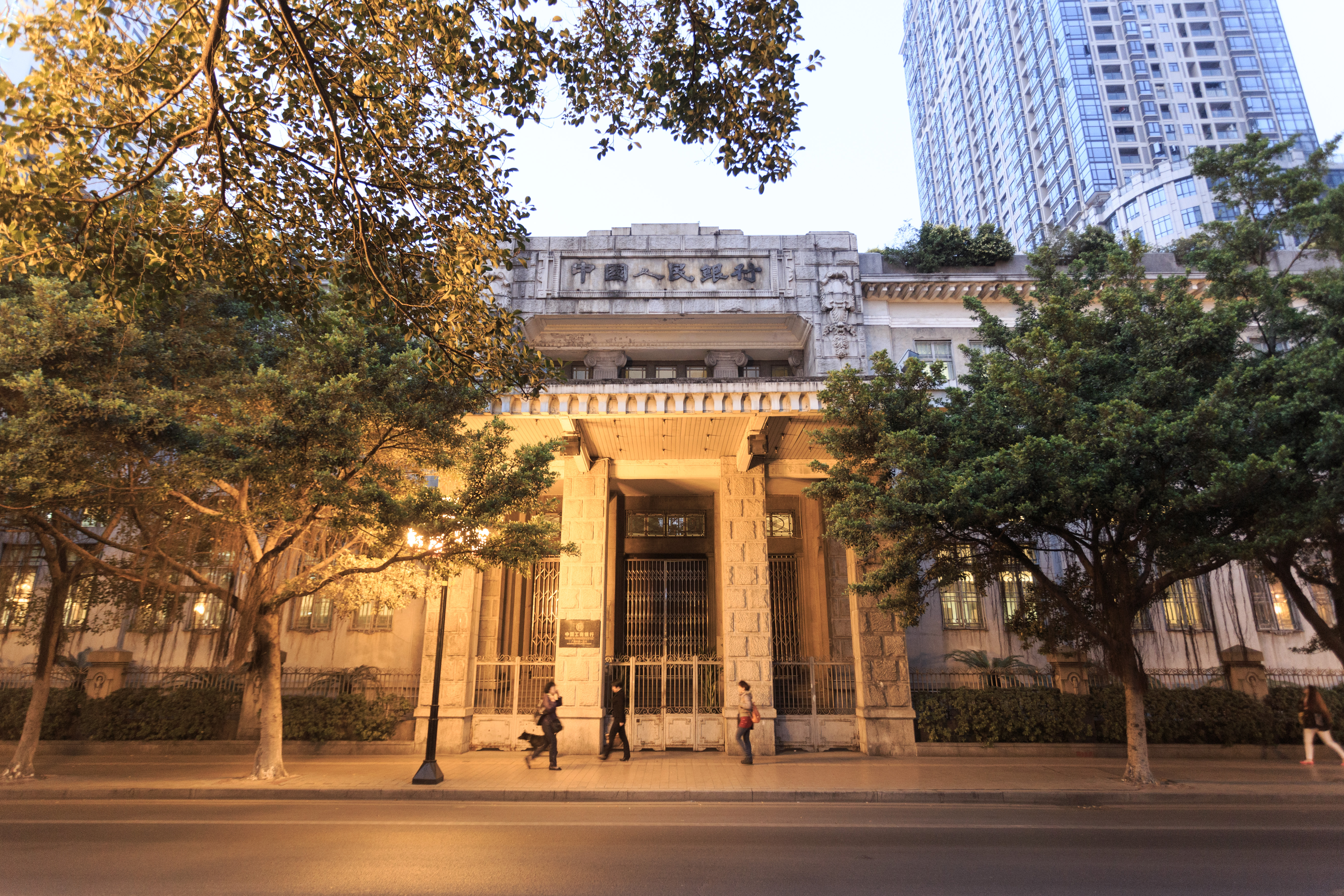
Primera sede del Banco Central de China en Cantón, provincia de Cantón, entre 1924 y 1927.

Después de la pérdida de la China continental en la guerra civil china por el Kuomintang (KMT) y su consiguiente retirada a Taiwán en 1949, el Banco Central de China también se trasladó junto con el gobierno de Taiwán. Hasta que se restableció como banco central en 1961, el Banco de Taiwán actuaba como banco central de facto en Taiwán. El Banco de Taiwán emitió el nuevo dólar de Taiwán hasta el 2000, cuando el Banco Central de China, finalmente se hizo cargo de esa tarea. En 2000, el Banco Central de China pasó a denominarse "Banco central de la República de China (Taiwán)", junto con una serie de cambios de nombre en virtud de la administración de Chen Shui-bian, a empresas de propiedad estatal con el "China" en los nombres, como por ejemplo también el Chunghwa Post.

## Estructura organizativa
- Departamento de Banca
- Departamento de Emisión
- Departamento de Divisas
- Departamento de Tesorería
- Departamento de Inspección Financiera
- Departamento de Investigaciones Económicas
- Secretaría
- Departamento de contabilidad
- Departamento de Gestión de la Información
- Personal de oficina
- Oficina de Ética
- Oficina de Asuntos Legales
- Oficina de representación de la ciudad de Nueva York
- Oficina de representación de Londres

## Lista de gobernadores
| N.º                         | Nombre                      | Duración de mandato         | Duración de mandato         | Miembros del directorio |
| Gobernador del CBC (Cantón) | Gobernador del CBC (Cantón) | Gobernador del CBC (Cantón) | Gobernador del CBC (Cantón) | Gobernador del CBC (Cantón) |
| --------------------------- | --------------------------- | --------------------------- | --------------------------- | --- |
| 1                           | Tse-ven Soong (宋子文)      | 15 de agosto de 1924        | Febrero 1928                | |
| Gobernador del CBC          |                             |                             |                             | |
| 1                           | Tse-ven Soong (宋子文)      | Febrero 1928                | Diciembre de 1931           | |
| 1                           | Tse-ven Soong (宋子文)      | Febrero de 1932             | 6 de abril de 1933          | |
| 2                           | H. H. Kung (孔祥熙)         | 6 de abril de 1933          | 26 de julio de 1945         | |
| 3                           | Yu Hung-chun (俞鴻鈞)       | 26 de julio de 1945         | 6 de febrero de 1946        | |
| 4                           | Tsuyee Pei (貝祖 貽)        | 6 de febrero de 1946        | 28 de febrero de 1947       | |
| 5                           | Chang Kia-ngau (張嘉 璈)    | 1 de marzo de 1947          | 21 de mayo de 1948          | Zhang Qun |
| 6                           | Yu Hung-chun (俞鴻鈞)       | 21 de mayo de 1948          | 19 de enero de 1949         | Weng Wenhao Sun Fo |
| 7                           | Liu Kong-yun (劉 攻 芸)     | 19 de enero de 1949         | 24 de junio de 1949         | Sun Fo He Yingqin Yan Xishan |
| 8                           | Hsu K'an (徐 堪)            | 24 de junio de 1949         | 5 de octubre de 1949        | Yan Xishan |
| 9                           | Yu Hung-chun (俞鴻鈞)       | 26 de enero de 1950         | 1 de junio de 1960          | Yan Xishan Chen Cheng I Yu Hung-chun Chen Cheng II |
| 10                          | Hsu Po-yuan (徐柏 園)       | 27 de julio de 1960         | 29 de abril de 1969         | Chen Cheng II Yen Chia-kan |
| 11                          | Yu Kuo-hwa (俞國華)         | 25 de junio de 1969         | 30 de mayo de 1984          | Yen Chia-kan Chiang Ching-kuo Sun Yun-suan Yu Kuo-hua |
| 12                          | Chang Chi-cheng (張繼 正)   | 21 de junio de 1984         | Junio de 1989               | Yu Kuo-hua Lee Huan |
| 13                          | Hsieh Sam-chung (謝 森 中)  | Junio de 1989               | Mayo de 1994                | Lee Huan Hau Pei-tsun Lien Chan |
| 14                          | Liang Kuo-shu (梁 國 樹)    | 1 de junio de 1994          | 20 de marzo de 1995         | Lien Chan |
| 15                          | Sheu Yuan-dong (許遠東)     | 20 de marzo de 1995         | 16 de febrero de 1998       | Lien Chan Vincent Siew |
| 16                          | Perng Fai-nan (彭淮南)      | 25 de febrero de 1998       | 26 de febrero de 2018       | Vincent Siew Tang Fei Chang Chun-hsiung I Yu Shyi-kun Frank Hsieh Su Tseng-chang I Chang Chun-hsiung II Liu Chao-shiuan Wu Den-yih Sean Chen Jiang Yi-huah Mao Chi-kuo Chang San-cheng Lin Chuan William Lai |
| 17                          | Yang Chin-long (楊金龍)     | 26 de febrero de 2018       | Titular                     | William Lai Su Tseng-chang II |